# فرح البرقاوي
فرح البرقاوي إعلامية فلسطينية، مذيعة ومقدمة برامج سياسية في التلفزيون العربي منذ عام 2017م وحتى الآن، وسبق لها أن عملت مذيعة أخبار سياسية واقتصادية في قناة الجزيرة منذ عام 2002 وحتى عام 2012.

## بيوغرافيا
ولدت فرح علي البرقاوي في الكويت لأسرة فلسطينية، لأب يعمل في الصحافة، وأم تعمل في التعليم، عاشت طفولتها ومطلع شبابها متنقلة مع أسرتها بين الكويت والإمارات والأردن وفلسطين، حاصلة على بكالوريوس في الأدب الفرنسي من الجامعة الأردنية في عمان عام 1998م، انتقلت لمتابعة دراستها إلى فلسطين في جامعة بير زيت في رام الله في فلسطين وتحصلت على دبلوم في مجال الإعلام الإذاعي عام 1999م. انتقلت بعدها للعيش في قطر بعد أن بدأت عملها كمذيعة في قناة الجزيرة، حصلت بعدها على درجة الماجستير في الإعلام والدراسات الثقافية من معهد الدوحة للدراسات العليا، في الدوحة عام 2017، وانتقلت بعدها للعيش في بريطانيا للعمل في التلفزيون العربي منذ عام 2017م وحتى الآن، تتقن اللغات الفرنسية والإنكليزية.

## عملها في الإعلام
تحصلت فرح على دبلوم في مجال الإعلام الإذاعي عام 1999م ثم تعاقدت مع شبكة الجزيرة عام 2002م لتقدم النشرات الاقتصادية والسياسية كما قامت خلال فترة عملها في قناة الجزيرة بتغطية العديد من الأحداث الدولية الكبرى بشكل مباشر منها الأزمة الاقتصادية العالمية عام 2008، والانتخابات الرئاسية والتشريعية الفلسطينية عام 2006، كما قامت بتغطية العديد من المؤتمرات السياسية والاقتصادية العالمية، واستمرت ما يقارب 10 سنوات في العمل مع شبكة الجزيرة، حصلت بعد ذلك على درجة الماجستير في الإعلام والدراسات الثقافية من معهد الدوحة للدراسات العليا، في الدوحة
عام 2017 عن أطروحة خطاب داعش في تسجيلاته المرئية وإعادة تظهير صورة الاستشراق وعملت على عدد كبير من الأبحاث في المجالين الإعلامي والأدبي كما شاركت في العديد من الدورات الإعلامية، انتقلت بعدها للعيش في بريطانيا للعمل في التلفزيون العربي منذ عام 2017م وحتى الآن، تشارك بتقديم نشرات الأخبار وعدد من البرامج السياسية الرئيسية في القناة.

## البرامج التي قدمتها

### البرامج التي قامت بتقديمها أو شاركت في تقديمها
| البرنامج                     | البث             |
| ---------------------------- | ---------------- |
| نشرات أخبار اقتصادية وسياسية | الجزيرة          |
| برنامج تقدير موقف            | التلفزيون العربي |
| برنامج للخبر بقية            | التلفزيون العربي |
| برنامج الساعة الأخيرة        | التلفزيون العربي |
| برنامج العربي اليوم          | التلفزيون العربي |
| برنامج حديث خاص              | التلفزيون العربي |